# Návrší
Návrší (in tedesco Rolessengrün) è una frazione di Tuřany, comune ceco del distretto di Cheb, nella regione di Karlovy Vary.

## Geografia fisica
Il villaggio si trova ad 1 km a nord di Tuřany. Nel villaggio sono state registrate 13 abitazioni, nelle quali vivono 25 persone.